# Tlaquilpa
Tlaquilpa es una localidad del estado mexicano de Veracruz. Es cabecera del municipio de Tlaquilpa.

## Demografía
| Censo | Población |
| ----- | --------- |
| 1900  | 772       |
| 1910  | 788       |
| 1921  | 858       |
| 1930  | 991       |
| 1940  | 1479      |
| 1950  | 1547      |
| 1960  | 1733      |
| 1970  | 912       |
| 1980  | 1467      |
| 1990  | 1195      |
| 1995  | 734       |
| 2000  | 610       |
| 2005  | 727       |
| 2010  | 775       |
| 2020  | 808       |